# Hassi R'Mel (gasveld)

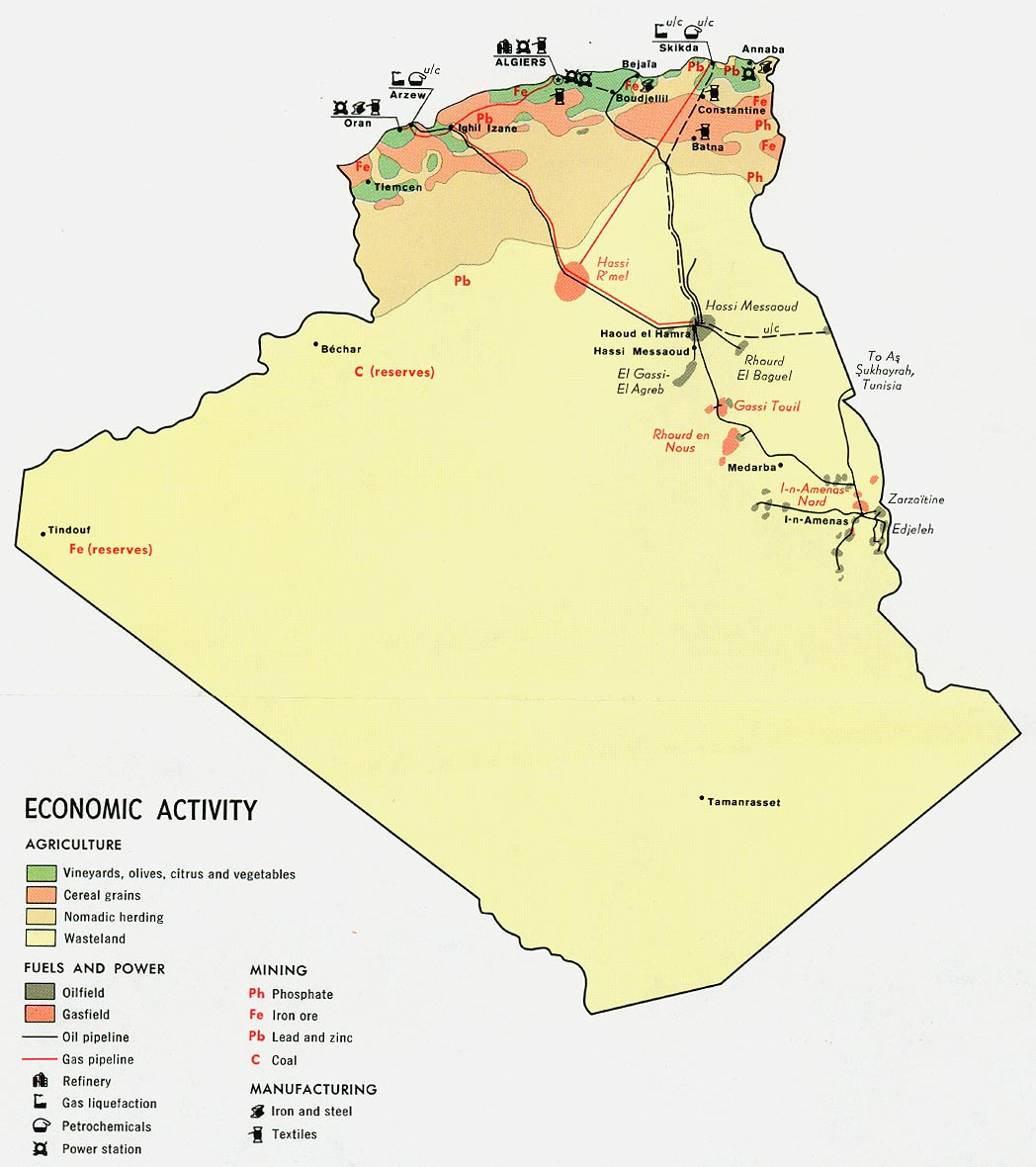
Energie-infrastructuur in Algerije

Het gasveld Hassi R'Mel is het grootste aardgasveld in Algerije en behoort tot de grootste aardgasvelden ter wereld. Het veld werd in 1956 ontdekt en ligt bij het Algerijnse dorp Hassi R’Mel op circa 550 kilometer ten zuiden van de hoofdstad Algiers.

## Ontwikkeling
In 1956 werd het gasveld ontdekt tezamen met het nabijgelegen olieveld Hassi Messaoud. De productie ging in 1961 van start en het geproduceerde gas was vooral bestemd voor binnenlandse gebruikers in grote steden als Algiers en Oran.
Na de onafhankelijkheid van Frankrijk eind 1962 nam de regering de energiewinning in eigen hand. Sonatrach, de Société Nationale pour la Recherche, la Production, le Transport, la Transformation, et la Commercialisation des Hydrocarbures werd opgericht en vanaf 1965 nam deze de belangen van buitenlandse energiemaatschappijen in Algerije over. In 1971 was dit nationalisatieproces zo goed als voltooid.
Het regeringsbeleid was er opgericht de olie- en gasreserves zo snel als mogelijk te ontwikkelen. De export kreeg een belangrijke impuls en in 1978 verscheepte het land al 10 miljard m3 vloeibaar aardgas (lng). In de begin jaren 80 kwamen daar pijpleidingen bij; de eerste en grootste was de trans-mediterrane pijpleiding welke loopt van Hassi R’Mel via Tunesië naar Italië.
Het gasveld Hassi R’Mel is zo groot, dat het tegelijk een knooppunt is van binnenlandse pijpleidingen. Het gas van de velden uit het zuidoosten van Algerije wordt naar het knooppunt van Hassi R’Mel vervoerd om vandaar naar de lng-terminals aan de kust of via exportleidingen naar het buitenland te worden getransporteerd.
In 2010 produceerde Algerije ruim 80 miljard3 aardgas, hiervan werd ruim 30% in eigen land verbruikt. De rest ging als aardgas in pijpleidingen of als lng met tankers naar exportmarkten. Italië en Spanje zijn de grootste afnemers van het aardgas.

## Technische gegevens
Het is een gigantische aardgasveld en in omvang zeer goed vergelijkbaar met het
Nederlandse aardgasveld in Groningen. Het veld heeft een lengte van 70 kilometer in noord-zuidrichting en ongeveer 50 kilometer van oost naar west. De oppervlakte van het veld is daarmee ongeveer 3.500 km² en de reserves worden getaxeerd op 2.700-3.000 miljard m3.
Het gas wordt met behulp van een uitgebreid pijpleidingsysteem vervoerd naar de plaatsen Arzew, Algiers, en Skikda aan de Middellandse Zee kust. Hier wordt het gas gebruikt voor binnenlandse doeleinden of vloeibaar gemaakt en naar de afzetmarkten vervoerd als lng in zeetankers. Drie belangrijke exportpijpleidingen lopen van Hassi R’Mel naar Zuid-Europa:
- de trans-mediterrane pijpleiding die via Tunesië en Sicilië naar het noorden van Italië loopt;
- de Medgazpijpleiding over de bodem van de Middellandse Zee naar Spanje;
- de Maghreb-Europapijpleiding die via Marokko naar Spanje gaat.